# Lorentz Fisker (borgmester)
 Der er flere personer med dette navn, se Lorentz Fisker.
Lorentz Fisker (1684 – 1757) var viceborgmester i København og assessor i Højesteret.
Han var gift med Engelcke Catharina Schmidt (død 1759) og far til Henrik Fisker.